# Кирил Разлогов
Кирил Емилиевич Разлогов (на руски: Кирилл Эмильевич Разлогов) е съветски и руски филмов критик, културолог, критик, телевизионен водещ, журналист и педагог от български произход. Доктор на изкуствата. Президент на Гилдията на филмовите критици и филмови критици на Русия (2015 – 2021). Заслужил деятел на изкуството на Руската федерация (1996). 
Директор на Руския институт по културология (1989 – 2013). Автор и водещ на предаването „Култ към киното“ по ТВ Култура. Автор на 14 книги и около 600 научни труда по история на изкуството и киното и различни културни проблеми.

## Биография
Кирил Разлогов е роден на 6 май 1946 г. в град Москва в семейството на българския дипломат Емил Николаевич Разлогов. Той е внук на българския революционер Никола Разлогов, деец на ВМОРО, а по-късно на БКП.
През 1963 г. завършва гимназия, а през 1969 г. – катедрата по история и теория на изкуството на Историческия факултет на Московския държавен университет. През 1984 г. завършва Академията по външна търговия.
Умира от сърдечна недостатъчност на 26 септември 2021 г. в Москва.